# Tipula (Yamatotipula) montium
Tipula (Yamatotipula) montium is een tweevleugelige uit de familie langpootmuggen (Tipulidae). De soort komt voor in het Palearctisch gebied.